# Crihana Veche
Crihana Veche è un comune della Moldavia situato nel distretto di Cahul di 4.189 abitanti al censimento del 2004.

## Sport

### Calcio
La squadra principale della città è il Speranța Crihana Veche.